# 芬諾斯堪底亞

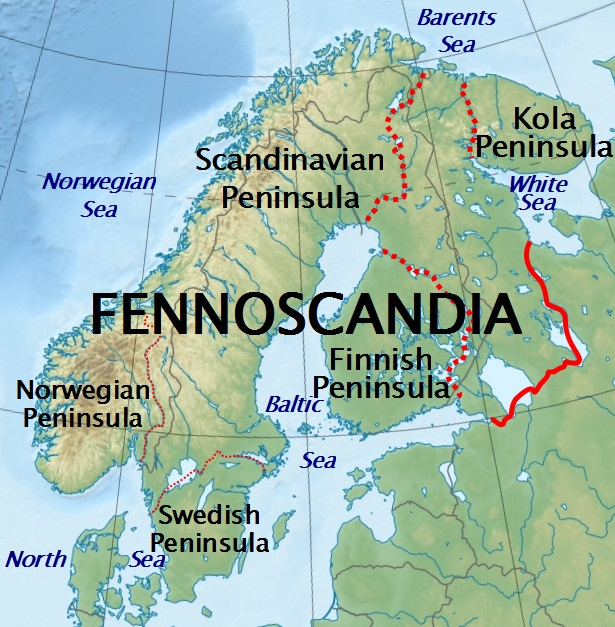
斯堪地那維亞半島、芬諾斯堪底亞及科拉半島

斯堪地那維亞半島、芬諾斯堪底亞及科拉半島

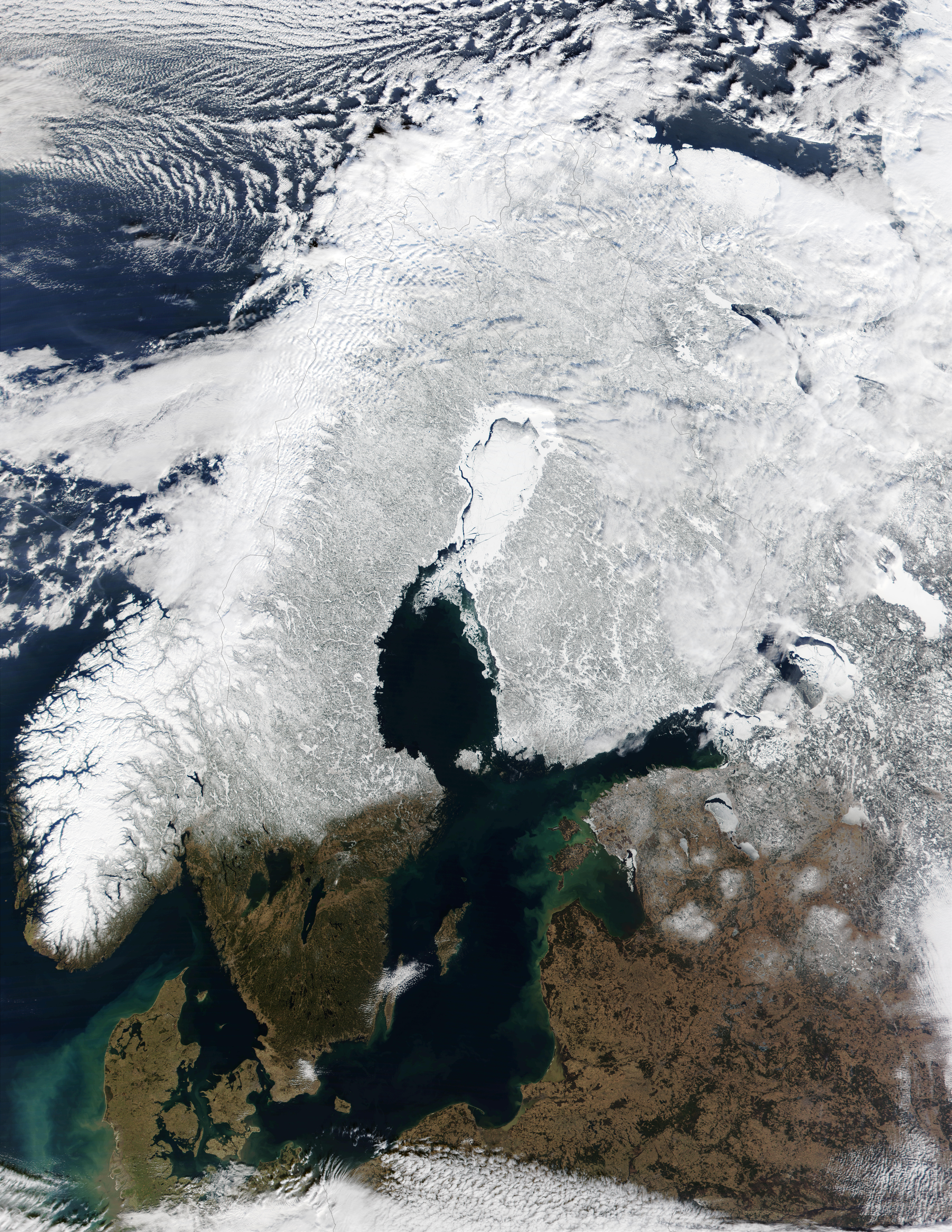
斯堪地那維亞半島、芬諾斯堪底亞及科拉半島

芬諾斯堪底亞或稱芬諾-斯堪地納維亞，指科拉半島、斯堪地那維亞半島、卡累利阿及芬蘭地區的地質及地理名詞。地理上，該詞亦指挪威、瑞典及芬蘭等地的芬諾斯堪地盾，而該地盾為波羅的地盾的一部分。
在文化方面，芬諾斯堪底亞指歷史上較相近的薩米人、芬蘭人、瑞典人、挪威人及俄羅斯人民族及文化。不同於北歐五國，芬諾斯堪底亞一詞並不包括隔海的丹麥、冰島及格陵蘭等地。
芬諾斯堪底亞概念由威廉·拉姆齊（Wilhelm Ramsay）於1898年提出，另有說法指1900年提出。
白海-波羅的海運河常被認為是芬諾斯堪底亞與俄羅斯大陸的分界。